# Biosatellite

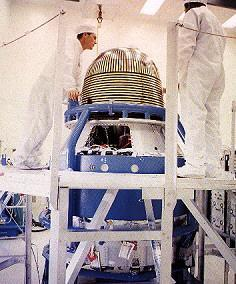
Biosatellite 3

Biosatellite war eine Serie von drei amerikanischen Erdsatelliten um bioastronautische Tierversuche durchzuführen. Die Satelliten wurden in der zweiten Hälfte der 1960er mit Delta-Raketen in Erdumlaufbahnen zwischen 295 und 374 km Höhe gebracht. Die Gesamtmasse betrug 425 bis 695 kg, davon entfielen etwa 200 kg auf den Wiedereintrittskörper.
| Name           | Start             | Bemerkungen |
| -------------- | ----------------- | --- |
| Biosatellite 1 | 12. Dezember 1966 | Rückführung misslungen. Der Wiedereintrittskörper verblieb nach Zündung des Bremstriebwerks im Orbit. |
| Biosatellite 2 | 6. September 1967 | Wiedereintrittskörper landete nach 17 Erdumläufen mit Pflanzen, Kleinstlebewesen und Insekten. |
| Biosatellite 3 | 29. Juni 1969     | An Bord befand sich ein 6 kg schwerer Südlicher Schweinsaffe namens Bonnie. Geplant war ein 30-tägiger Flug. Das Experiment wurde nach neun Tagen im Orbit wegen der Verschlechterung der Gesundheit des Affen abgebrochen. Die Landung gelang, der Affe starb aber bald darauf. |

## Quelle
- Heinz Mielke: Lexikon der Raumfahrt. 6. Auflage, transpress VEB Verlag für Verkehrswesen, Berlin 1980